# Catalogación de publicaciones periódicas
La catalogación de publicaciones periódicas consiste en determinar la entrada y la forma en la que se escribirá, y en hacer la descripción bibliográfica, identificando cada unidad para poder ser diferenciadas a las demás. Las obras que integran las publicaciones periódicas o en serie presentan características semejantes entre sí, bajo un título común, en entregas numeradas. Generalmente, consisten en trabajos científicos o técnicos.

## Características
- Periodicidad regular: semanal, quincenal, mensual, bimestral, trimestral, cuatrimestral, semestral o anual.
- Numeración correlativa, integrada por un número de volumen, tomo o año.
- Director y grupo de colaboradores.
- Intención de publicarse en forma interrumpida.

## Representación en el catálogo
Se presentan en el catálogo como un todo, habrá una ficha principal y fichas secundarias, un juego de fichas para cada publicación, no para cada entrega. El catálogo puede ser llevado en un fichero tipo KARDEX.

## Organización de la descripción
- área 1: título propiamente dicho y mención de responsabilidad
- área 2: edición
- área 3: detalles específicos del material
- área 4: publicación, distribución, etc.
- área 5: descripción física
- área 6: serie
- área 7: notas
- área 8: número normalizado, ISSN

## Tipología de publicación
- Publicación en curso representada por fichas abiertas.
- Publicación completa registran la designación de la primera entrega seguida de la designación de la última.
- Catalogación analítica proceso de preparar un registro bibliográfico que describa una parte o partes de un ítem mayor, que ya está representado como un todo en el catálogo. Debiendo confeccionar un juego de fichas para cada parte analizada.

## Elementos
Nombre del autor del artículo. 
El título del artículo analizado. 
Páginas, primera y última. 
Preposición EN, a continuación, el título de la publicación periódica mayor, seguido de la designación numérica, alfabética y designación cronológica. 